# Pocochay
Pocochay es un pueblo de la Comuna de La Cruz, dentro de la Provincia de Quillota y perteneciente a la Región de Valparaíso. Se encuentra a 4,3 km de La Cruz (Ciudad más cercana), y colinda con los sectores de Las Pataguas Norte y La Palma (Quillota) al sur. Es orillada por la Quebrada el Belloto y conectada por la Ruta CH-60 y Ruta F-336, en cambio, su población consta de 2.637 habitantes según el Instituto Nacional de Estadísticas.

## Toponimia
El nombre de Pocochay nace del Aimara; Poco (Madurar) y Chay (Perfecto), dando como resultado el significado del pueblo: "Madurar perfecto", esto haciendo ilusión a las ganancias de la zona que dependen de la agricultura.

## Cultura
La Cultura de Pocochay se concentra principalmente en sus festividades, entre ellas las que conmemoran a la Virgen María Auxiliadora de Pocochay (Virgen de Pocochay), celebrada entre el 14 y 15 de agosto.

## Geografía y Ubicación
Pocochay está ubicada dentro de un sector agrícola y de cultivo, esto potenciado por las precipitaciones ya presentes en la comuna y los climas templados, además de tener un acceso a la cuenca de la Quebrada El Belloto. Al igual que su erosión de los suelos es moderada, mientras que el relieve rodeante en moderado.
Pocochay se encuentra situada a 4,3 km de La Cruz, a 45 km de la Conurbación del Gran Valparaíso (Capital regional) y a 68,9 km de Santiago de Chile, es conectada por la Ruta CH-60 que termina en Artificio y La Calera, por la Ruta F-326 que culmina en La Cruz por el norte y por el sur La Palma, La Pataguas Norte y Quillota, y también por la Ruta F-340 terminante en Charrabata.

## Administración
Pocochay es administrada por su propia comunidad como la Municipalidad de La Cruz y a su vez, es considerada como un distrito censal junto a Lo Rojas, La Palmilla y Charrabata.